# 7062 Meslier
A 7062 Meslier (ideiglenes jelöléssel 1991 PY5) a Naprendszer kisbolygóövében található aszteroida. Eric Walter Elst fedezte fel 1991. augusztus 6-án.